# Helmuth Friedrichs

Helmuth Friedrichs

Helmuth Friedrichs (* 22. September 1899 in Otterndorf; † April/Mai 1945) war zur Zeit des Nationalsozialismus SS-Führer, Oberbefehlsleiter in der Parteikanzlei der NSDAP und Mitglied des Reichstags.

## Leben und Wirken
Friedrichs absolvierte nach dem Volks- und Realschulbesuch in Otterndorf das Realgymnasium in Osnabrück. Nach dem Notabitur nahm er ab 1916 als Soldat am Ersten Weltkrieg teil, wo er an der Ost- und Westfront eingesetzt war. Von Oktober 1918 bis Ende 1919 befand er sich in britischer Kriegsgefangenschaft. Danach war er Mitglied in einem Freikorps und gehörte der Reichswehr an. Anfang 1920 war er zusammen mit dem späteren SA-Führer Karl Dincklage als Wahlkampfhelfer der DNVP bei den preußischen Landtagswahlen tätig. Von 1921 bis 1925 arbeitete er als Bergmann in Westfalen. Während dieser Zeit besuchte er von April 1923 bis März 1925 die Bergschule in Bochum, wo er das Steigerexamen ablegte. Danach studierte er Bergbau an der Bergakademie in Clausthal-Zellerfeld. Er verließ die Akademie ohne Abschluss.
Der NSDAP trat er zum 1. Februar 1929 (Mitgliedsnummer 124.214), der SA zur Jahreswende 1929/1930 bei. 1936 wechselte er von letzterer zur SS (SS-Nummer 278.229). In der SS erreichte er 1944 den Rang eines Gruppenführers. Ab Frühjahr 1930 war er Gaugeschäftsführer im Gau Kurhessen. Ab 1934 war er bei der NSDAP-Reichsleitung in München tätig und war im darauf folgenden Jahr Sachbearbeiter beim Stab des Stellvertreters des Führers. Schließlich wurde er Oberbefehlsleiter in der Münchner Partei-Kanzlei. Er blieb bis zum Kriegsende „die wichtigste Stütze Bormanns“ bei der Bearbeitung von „Parteiangelegenheiten“.
Er gehörte 1933 dem Provinziallandtag von Hessen-Nassau an. Friedrichs war seit November 1933 für den Wahlkreis 19 (Hessen-Nassau) Mitglied des nationalsozialistischen Reichstags, bis Anfang 1945. Friedrichs wurde im Herbst 1944 nach Berlin berufen und trat dort in den Volkssturm ein.
Anfang April 1945 nimmt Helmuth Friedrichs als Hauptmann an einer Besprechung hinsichtlich der Verteidigung des Harzes mit Gauleiter Magdeburg-Anhalt Jordan, Gauleiter Thüringen Sauckel, Gauleiter Südhannover-Braunschweig Lauterbach, Gauleiter Halle-Merseburg Eggeling sowie Stabsoffizieren des Oberbefehlshabers West in Jordans Wohnung in Schierke teil.
Er galt als vermisst und wurde am 13. August 1951 vom Amtsgericht München mit dem Datum 31. Dezember 1945 für tot erklärt.